# Onthophagus hikidai
Onthophagus hikidai là một loài bọ cánh cứng trong họ Bọ hung (Scarabaeidae).